# Plagiognathus mundus
Plagiognathus mundus är en insektsart som beskrevs av Van Duzee 1917. Plagiognathus mundus ingår i släktet Plagiognathus och familjen ängsskinnbaggar. Inga underarter finns listade i Catalogue of Life.